# Ataúd blanco
Ataúd blanco es una película argentina de terror de 2016, dirigida por Daniel de la Vega. La película está protagonizada por Julieta Cardinali y Eleonora Wexler.

## Reparto
- Julieta Cardinali como Virginia
- Rafael Ferro como Masón
- Eleonora Wexler como Ángela
- Damián Dreizik como Padre Gaspar
- Fiorela Duranda como Rebeca
- Verónica Intile como Patricia
- Pablo Pinto como el carpintero

## Sinopsis
Virginia (Julieta Cardinali) hará lo imposible para rescatar a su pequeña hija Rebeca (Fiorela Duranda) quien ha sido secuestrada. Aquí empieza una delirante búsqueda de vida o muerte que Virginia, ni en sus más oscuros sueños, imaginó. Para salvar a su pequeña hija, se enfrentará a cosas peores que la muerte. 